# That Guy with the Glasses
That Guy with the Glasses (ungefär Den där killen med glasögonen) är en webbplats som presenterar underhållning för film- och datorspelsentusiaster. Programmen är inspelade i Naperville och Doug Walker gestaltar de flesta karaktärer. Grundare och administratör av webbplatsen är Michael Michaud, som också är VD för Channel Awesome. Webbsidan startades den 6 april 2008 efter att de ursprungliga videoklippen blivit raderade från Youtube efter klagomål om brott mot upphovsrätten. Doug Walker hade då laddat upp videoklipp på Youtube sedan sommaren 2007 (under användarnamnen NostalgiaCritic och TheNostalgiaCritic).
That Guy with the Glasses blev en succé med över 800 000 besökare. Doug Walkers mest kända roller är Nostalgia Critic, Ask That Guy with the Glasses och Chester A. Bum. Inspiration till rollen som Nostalgia Critic kommer ifrån bland annat Jack Lemmons karaktär Professor Fate i filmen The Great Race och Daffy Anka.
På webbplatsen så figurerar även andra personer som också recenserar filmer, tv-serier eller tv-spel, som till exempel Phelous, Spoony, Linkara, The Cinema Snob och Nostalgia Chick.
År 2014 stängdes That Guy with the Glasses ner och ersattes med det nybildade ChannelAwesome.com dit allt innehåll flyttades.

## Avsnitt
- Avsnitt av The Nostalgia Critic
- Avsnitt av Ask That Guy with the Glasses
- Avsnitt av Chester A. Bum

## Övrigt

### Nostalgia Critic vs. The Angry Video Game Nerd

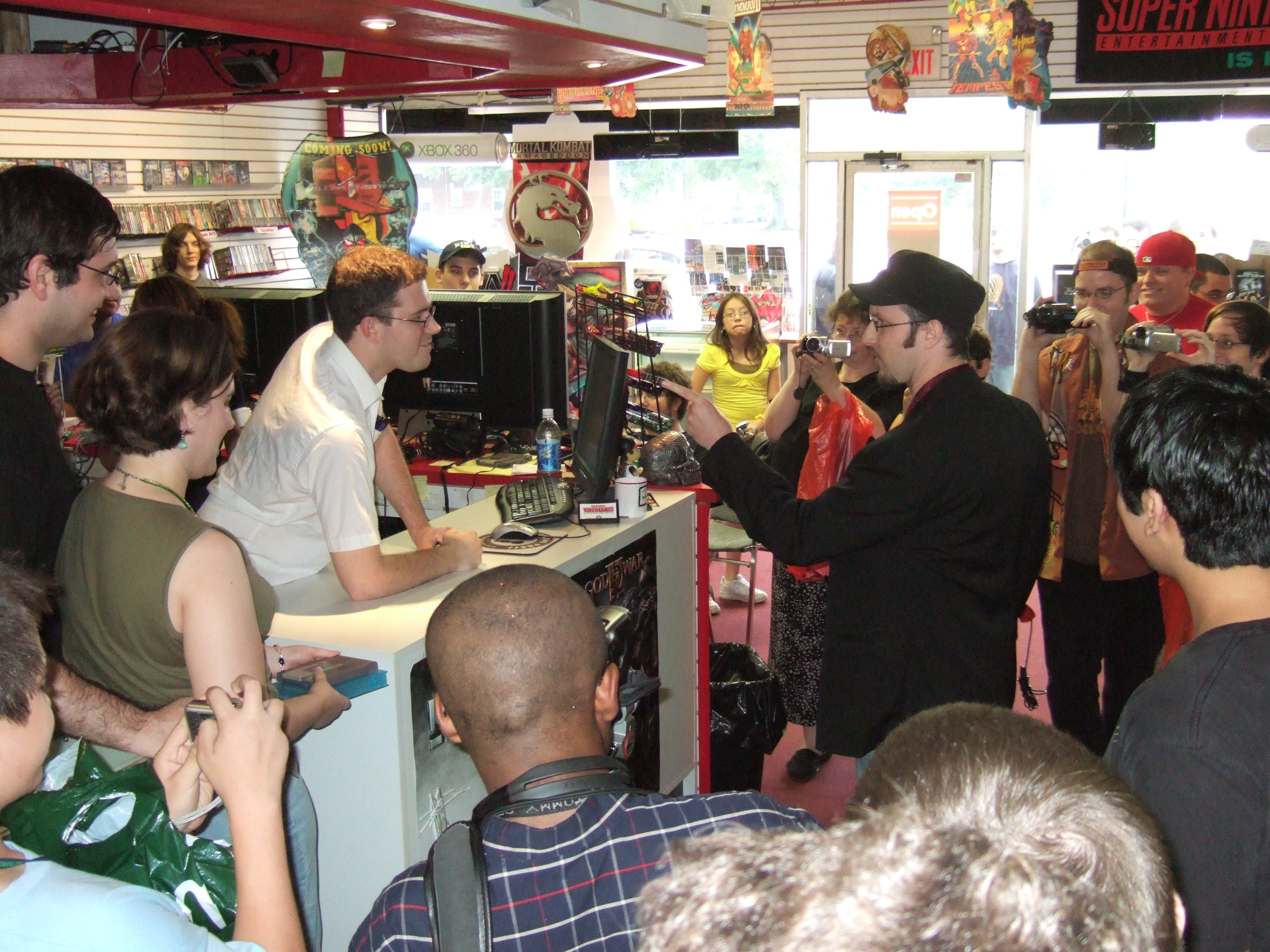
Nostalgia Critic (Doug Walker) till höger möter The Angry Video Game Nerd (James Rolfe).

Nostalgia Critic har en rival på Internet känd som The Angry Video Game Nerd (James Rolfe). De har länge skickat hatvideor till varandra, mest på skoj dock, men den 10 oktober 2008 släppte the Critic ut en video där han anländer till Nerds hus och en strid bryter loss. Nerd vinner men the Critic visar ett tecken på att han lever. 10 maj 2009 möttes de igen i en kamp. 10 juli 2009 möts de igen i en video där de pratar om Teenage Mutant Ninja Turtles: Coming Out of Their Shells.
James Rolfe gjorde även en röstcameo i Channel Awesomes jubileumsfilm för 2011, kallad Suburban Knights.